# توقف المحرك
التعويق (Stalling) في العنفات الغازية ينتج عن اتساع زاوية ضرب الرياح أرياشها، فتقل قوة السحب المُستحثة. وقد تحدث بكيفية سلبية أو إيجابية.
توقف المحرك أو الانهيار المفاجئ[بحاجة لمصدر] للمحرك وهو تخفيف أو التوقف بشكل مفاجئ بالنسبة لعملية دوران المحرك وعادة ماتكون ناتجة عن حادث أو سبب ما.
وبالعادة تكون تلك الظاهرة حيث أن المحرك توقف فجأة وامتنع عن الدوران بسبب فشل بوصول الهواء أو الوقود أو الشعلة الكهربية أو فشل ميكانيكي وربما يكون بسبب زيادة بالحمل على المحرك. (بالنسبة لمحرك السيارات يحصل زيادة الحمل عندما نحرر فجأة دواسة قابض Clutch Pedal صندوق التروس)
بالمحركات الحديثة تم وضع أنظمة وقود إلكترونية تمنع أو تخفف على الأقل حدوث ذلك التوقف أو الانهيار.